# Beowulf – Legendák lovagja
A Beowulf – Legendák lovagja (Beowulf) 2007-ben bemutatott amerikai fantasy az azonos című epikus költemény alapján Robert Zemeckis rendezésében. A film motion capture technikával készült, hasonlóan Zemeckis korábbi filmjéhez, a Polar Expresszhez.
A főbb szerepekben Ray Winstone, Anthony Hopkins, Robin Wright Penn, John Malkovich és Angelina Jolie látható. Az észak-amerikai és brit bemutatóra 2007. november 16-án került sor; a film látható volt IMAX 3D, Real D és normál 2D formátumban is.
Magyarországon 2007. november 29-étől vetítették a mozik, a fővárosi Palace Westend Real D-ben is.

## Cselekmény
|  | Alább a cselekmény részletei következnek! |

Dániában, Hrothgar király új mézsör-termet építtetett, Herotot. A zajos ünneplés felzavarja a mocsaras fennsíkon a torz szörnyeteget, Grendelt, akinek a mérföldekről hallatszó hangok is fájdalmas szenvedést okoznak. Megtámadja a csarnokot, számos ember életét kioltva. Hrothgar harcra hívja, azonban a fenevad pár pillanat néma rábámulást követően üvöltve rohan el az éjszakába. Visszatérve nyughelyére, Grendelt kérdőre vonja anyja, amiért emberekre támadt, s talán megtorlást szított; azonban megnyugszik, mikor fia elmondja neki, hogy Hrothgarnak nem ártott. Másnap reggel Hrothgar bezáratja Herotot és kikiáltja, hogy királysága fele aranyát adja annak a férfinak, aki legyőzi Grendelt. Hamarosan megérkezik hajón embereivel Beowulf Götalandból, s felajánlja, hogy megöli a szörnyet. Meggyőzi Hrothgart, hogy nyissák meg Herotot és ott szálljanak meg. Unferth, a király tanácsosa megkérdőjelezi Beowulf hitelességét, mire a harcos elmesél egy némileg eltúlzott történetet arról, hogyan küzdött meg számos tengeri kígyóval, ami bizonyítja rátermettségét a feladatra. Hrothgar egy értékes aranytárgyat ajánl Beowulfnak Grendel haláláért cserébe, amit Fafnir sárkánytól vett el. Beowulfot azonban más babonázza meg: a fiatal királynő, Wealtheow.
Aznap este Beowulf hangos éneklésre utasítja embereit. Meztelenre vetkőzik, hogy egyenlő feltételek mellett vívjon meg a fegyvertelen Grendellel, s aludni tér, míg a szörnyeteg megérkezik. Ahogy arra számítani lehetett, Grendel a lármától tébolyodottan támadja meg a termet. Beowulf puszta kézzel küzd ellene, s több, mint egyenlő ellenfélnek mutatkozik a szinte sérthetetlen démonnal szemben. Miután Beowulf súlyos sérülést okoz érzékeny fülén, Grendel az életéért küzdve próbál elmenekülni, mígnem ellenfele gúnyt űz belőle és leszakítja a karját. A haldokló Grendel visszavergődik barlangjába, ahol elmondja anyjának gyilkosa nevét. Beowulfot hősnek kiáltják ki. Még akkor éjjel, egy magánbeszélgetés Hrothgar és Wealtheow között azt sugallja, hogy Grendel apja nem más, mint a király. Wealtheow ettől undorodva nem alszik együtt férjével, ezért nincs a trónnak örököse.
Bánatától felbőszülve, Grendel anyja Herotba megy és álmában elvonja Beowulf figyelmét Wealtheow képében. Mikor a harcos felébred, összes emberét holtak találja a csarnokban, mindőjüket megnyúzták és felakasztották a szarufákra, akár a frissen elejtett vadak húsát. Csupán barátja, Wiglaf maradt életben, mivel a parton tartózkodott, hogy előkészítse a hajót a távozásra. Beowulf konfrontálja Hrothgart, aki elárulja neki, hogy Grendel anyja valóban az utolsó a szörnyek közül. Unferth bocsánatot kér Beowulftól, amiért kételkedett benne, s felajánlja neki kardját, Hruntingot Grendel anyja ellen.
Beowulf és Wiglaf Grendel anyjának barlangjának keresésére indul. Beowulf egyedül lép be, s a tetejéig kincsekkel megtelve találja. Grendel anyja gyönyörű nő formájában jelenik meg előtte, s hírnevet és hatalmat ajánl neki, ha új gyereket nemz számára. Hrothgar arany sárkánykürtjét is elkéri, azzal az ígérettel, hogy Herot biztonságban lesz, amíg a fénylő tárgy nála van. Beowulf enged a kísértésnek, majd visszatér Herotba, azt állítva, megölte Grendel anyját. Grendel fejét hozza el bizonyosságul, s Unferth kardjáról és Hrothgar kürtjéről azt mondja, hogy elveszítette a küzdelemben. Négyszemközt, Hrothgar rávilágít kétségeire Beowulf szavát illetően, s újból megkérdezi, hogy végzett-e a démonnővel. Mikor nem kap egyenes választ, Hrothgar csak annyit mond, hogy Grendel halálával a szörnyeteg anyja többé már nem az ő átka. Beowulfot nevezi ki utódjaként a trónon, majd röviddel ezután a mélybe veti magát a balkonról mindenki elborzadt megdöbbenésére. Beowulfot megkoronázzák, Wealtheow-t pedig feleségévé teszi.
Hosszú évek telnek el. Beowulf király képtelen élvezni hatalmát és dicsőségét, kapcsolata Wealtheow-val elhidegült. Mikor Unferth rabszolgája, Cain megtalálja Hrothgar kürtjét egy kopár hegyen, Beowulf előtt világossá válik, hogy Grendel anyja véget vetett egyezségüknek, s Herot újfent veszélynek van kitéve. Azon az éjjelen Grendel anyjától született gyermekével álmodik. Az ifjú, aki aranyszín fiatalemberként jelenik meg, mielőtt valami messze rettenetesebbé változik, Beowulf feleségét és fiatal ágyasát, Ursulát is halállal fenyegeti. Másnap reggel, pirkadat előtt egy fenevad sárkány támadja meg a Herot alatti falut. A szörnyeteg Unferth-t bízza meg a Beowulfnak címzett üzenettel: „Az apák bűne!” Beowulf ráébred, hogy az egyetlen módja népe és királysága megmentésének, ha megöli Grendel anyját és vele együtt új fiát. Elbúcsúzik Ursulától és Wealtheow-tól, majd távozik.
Wiglaf társaságában Grendel anyjának barlangjához lovagol, ahol szembenéz a démonnal az alku megújításának reményében, de már késő: fia, a szörnyűséges sárkány formájában támadásba lendül, s könnyedén megakadályozza Beowulf seregének kísérletét tőrbe csalására és elfogására. A sárkány Beowulf vára felé repül, de a harcos királynak sikerül felkapaszkodnia rá. A szörny lerázza magáról a hőst, de Beowulf túléli a zuhanást. A sárkány Wealtheow-t és Ursulát veszi célba a várfalon. Beowulf, emlékezve Hrothgar szavaira, kardjával átdöfi a sárkány gyenge pontját a torkában, megfosztva így tüzes leheletétől, de súlyos sérüléseket szerezve karjain. A sárkány az oromzatot próbálja romba dönteni a két nő alatt, s a rajta csüngő Beowulf eközben leejti kardját. Egy elkeseredett lépésként kezével nyúl be a sárkány sebhelyébe és kitépi a szívét. Halálos sebeikkel mindketten az alanti partra zuhannak. A sárkány alakja az arany fiatalemberré változik, akit Beowulf álmában látott. Wiglaf még időben érkezik, hogy hallja Beowulf utolsó szavait. A királyságot barátjára hagyja.
Wiglaf viking temetést szervez Beowulf számára. Amint a nyílt tengerre úszó lángoló tutaj felé tekint, Grendel anyja emelkedik fel a habokból és csókot lehel a holttestre. A sárkánykürtöt is partra mossa a víz, s Wiglaf felemeli. Grendel anyja hívogatóan tekint a férfire.
|  | Itt a vége a cselekmény részletezésének! |

## Szereplők
| Szerep        | Színész           | Magyar hang      |
| ------------- | ----------------- | ---------------- |
| Beowulf       | Ray Winstone      | Selmeczi Roland  |
| Hrothgar      | Anthony Hopkins   | Reviczky Gábor   |
| Unferth       | John Malkovich    | Kulka János      |
| Wealtheow     | Robin Wright Penn | Ruttkay Laura    |
| Grendel anyja | Angelina Jolie    | Kéri Kitty       |
| Grendel       | Crispin Glover    | Koncz István     |
| Wiglaf        | Brendan Gleeson   | Borbiczki Ferenc |
| Ursula        | Alison Lohman     | Kovács Patrícia  |

## Háttér
Neil Gaiman író és Roger Avary forgatókönyvíró 1997 májusában írta meg a Beowulf filmvászonra szánt adaptációját (a Gaiman The Sandman című művéből készülő filmen dolgoztak együtt 1996-ban, mielőtt a Warner Bros. törölte a produkciót). A szkriptet az ImageMovers vásárolta meg még abban az évben, s a DreamWorksnél tervezték filmre vinni Avaryval a direktori székben, s Robert Zemeckis produceri közbenjárásával. Avary elmondta, ő egy olyan kis perspektívájú, 15-20 millió dolláros költségvetésű filmet szeretett volna elkészíteni, mint amilyen a Jabberwocky vagy az Excalibur. A projekt azonban nem valósult meg időn belül, így a jogok visszakerültek Avaryhoz, aki az idő tájt A vonzás szabályai rendezésével volt elfoglalva. 2005 januárjában Steve Bing producer Robert Zemeckis rendelkezésére – aki maga szerette volna rendezni a filmet – újjáélesztette a produkciót, meggyőzte Avaryt róla, hogy Zemeckis a digitális technika erejével támogatott víziója megéri a rendezői feladatokról való lemondást. Zemeckisnek elmondása szerint nem tetszett a költemény, de a forgatókönyvet élvezettel olvasta. A kibővített büdzsé miatt a szkript újraírására kérte az írókat, mondván „nem tudtok olyat írni, amit nekem percenként több mint egymillió dollárba kerülne leforgatni. Ne aprózzátok el!” Konkrétan, az egész sárkánnyal való harcot újraírták párbeszédes megütközésről sziklákat és tengert érintő küzdelemre.
A filmhez az animációt a Sony Pictures Imageworks készítette. Kenn MacDonald animációs supervisor így magyarázza, amiért Zemeckis motion capture-t használt: „Még ha olyan is mint az élőfilm, sok jelenet volt, ahol Bob elszabadult. Elképesztő jelenetek. Képtelenség lenne valós színészekkel. Ez a fajta filmkészítési módszer szabadságot és teljes irányítást ad neki. Nem kell aggódnia a megvilágításért. A színészeknek nem kell támpontokra ügyelniük. Nem kell a kamerákra figyelniük. Pusztán az előadásmódról szól.” A felvételekhez egy 7,6x10,7 méter (25x35 láb) méretű stúdiót építettek, s 244 Vicon MX40 kamerákat használtak. A színészek a forgatás alatt hetvennyolc érzékelőt viseltek a testükön, és világos jelmezeket. A kamerák realtime anyagot rögzítettek a színészek alakításáról, amit Zemeckis maga ellenőrzött. A rendező ezt követően virtuális kamerával kiválasztotta a kívánt szemszögeket a felvételből, amiket aztán egybevágtak. Két animátorcsapat dolgozott a filmen, az egyik az arcjátékért felelt, a másik pedig a testmozgásokért. Elmondásuk szerint igyekeztek együttműködni az emberi alakokon, de Grendel esetében szinte teljes újjáalkotásra volt szükség, mivel ő szörnyeteg, s nem ember.
A sárkány tervezésénél Doug Chiang produkciós dizájner valami egyedülállót szeretett volna megjeleníteni a vásznon. A tervezők denevéreket és repülő mókusokat figyeltek meg inspiráció gyanánt, a lény farkát pedig úgy alakították, hogy vízalatti hajtásra is alkalmas legyen. Mivel a fenevad Beowulf fia, Ray Winstone-éhoz hasonló szemeket és arccsont-berendezést kölcsönöztek neki. A film három szörnye közös arany színárnyalatában, mivel kötődnek egymáshoz. Grendel bőre helyenként ilyen színű, ám kínjában sokat lehántott belőle, így láthatóvá vált belső keringése. De ennek ellenére is hasonlósággal kellett bírnia Crispin Gloverrel: az animátorok úgy döntöttek, hogy Glover elválasztott hajstílusát átültetik Grendelre, a kellő hiányossággal.

## Bemutató
A film forgalmazása a Columbia Picturesre várt, azonban Steven Bing nem véglegesítette a megállapodást a stúdióval, ehelyett a Paramount Picturesszel született szerződés az egyesült államokbeli és a Warner Bros. Picturesszel a nemzetközi terjesztésről. A film első vetítését a 2007-es velencei filmfesztiválra tervezték, de nem készült el időben, így a világpremierre 2007. november 5-én került sor Westwoodban, Kalifornia államban.
A 2006 júliusában megrendezett Comic-Con Internationalen Gaiman elárulta, hogy a Beowulf bemutatójára 2007. november 22-én kerül sor (ez később november 16-ára módosult). Októberben bejelentették, hogy több mint 1000 moziban 3D-ben is látható lesz a film. A stúdiók azt a 3D-s vetítési technológiát tervezték használni, amit a Rém rom, a Csodacsibe és a Karácsonyi lidércnyomás 3D-s újrabemutatója esetében alkalmaztak, de a korábbiaknál nagyobb arányokkal. A Beowulfot továbbá a megszokott, 35mm-es változatban is bemutatták.
A film promóciójának keretében egy négyrészes képregény-adaptációt jelentetett meg az IDW Publishing 2007 októberében, heti rendszerességgel. A Winstone, Gleeson és Hopkins hangjának felhasználásával készült videójáték Xbox 360, PlayStation 3, PC és PSP platformokon vált elérhetővé. Az Alan Silvestri által komponált filmzenealbum 2007. november 20-án került a boltokba. A kritikusok és egyes színészek is meglepőnek találták a film korhatár-besorolását, ami megengedte a film megtekintését a tizenkét év alattiak számára is Amerikában és Nagy-Britanniában. Angelina Jolie „figyelemre méltónak” nevezte a döntést, s bevallotta, hogy ő nem vinné el rá a gyermekeit.

### Box office
A Beowulf első helyen nyitott az észak-amerikai nézettségi listán 2007. november 16. és 18. között. 27,5 millió dolláros első hétvégéjét január végéig, tizenegy hetes futása alatt közel megháromszorozta, így végül 82,2 milliós bevétellel vonta ki a forgalomból a Paramount Pictures. Robert Zemeckis rendező karrierjében ez a film az első az 1992-ben bemutatott Jól áll neki a halál óta, amely nem lépte át a százmillió dolláros határt.
Ez a teljesítmény azonban sikerült a filmnek a nemzetközi piacon, amely már a Warner Bros. alá tartozott. A Beowulf kevés híján 114 millió dollárnak megfelelő bevételt ért el az Egyesült Államokon és Kanadán kívül. A legtöbb pénz az Egyesült Királyságban termelte, ezt követi Oroszország, Dél-Korea, Spanyolország és Japán. Kombinált bevétele tehát meghaladja a 196 millió dollárt.
Magyarországon a film szintén a leglátogatottabb volt bemutatója hétvégéjén. 2007. november 29. és december 2. között országosan 16 391 néző váltott rá jegyet, ami a Palace Westend Real D-s, emelt helyáras vetítéseinek köszönhetően a megszokottnál magasabb, 20,1 millió forintos bevételt jelentett. A speciális előadások révén Budapesten még sokáig mutatkozott érdeklődés a film iránt, így március végéig, mikor is a U2 3D átvette a Real D-s vásznat a Beowulftól, a főváros mozijaiban 52 ezer látogatót fogadott a film.

### Kritikai fogadtatás
A vezető amerikai újságírók véleményeit összegyűjtő Rotten Tomatoes oldalán a Beowulf 69%-os átlagon áll, vagyis a kritikusok valamivel több mint kétharmada szolgált pozitív visszajelzéssel.
Három csillaggal értékelve a lehetséges négyből, Roger Ebert úgy vélekedik, a film az eredeti költemény szatírája. A Time magazin kritikusa, Richard Corliss „erősnek és mélynek” írja le a filmet, s szerinte ez a fajta filmkészítés több mint bravúros. „A távoli múlt ily eleven elképzelésével, Zemeckis és csapata bebizonyítja, hogy a character capture-nek megvan a jövője.” Később Corliss a 2007-es év 10. legjobb filmjének nevezte ki a Beowulfot. Peter Travers a Rolling Stone-tól így vélekedik: „A nyolcadik századi Beowulf, huszonegyedik századi élettel megtöltve a sci-fi guru Neil Gaiman és a Ponyvaregény-es Roger Avary forgatókönyvéből kiugraszt majd a bőrödből és még többért fogsz könyörögni […] Botrányosan szórakoztató.”
Az Empire munkatársa, Tom Ambrose négy csillaggal illette a filmet az ötből. Szerinte a Beowulf „az eddigi legjobb példája ezen új technika lehetőségeinek […] Ezt megelőzően, a 3D-s filmek homályosak, migrént okozó esetek voltak. A Beowulf hatalmas előrelépés […] Noha a főszereplő városi akcentusa eleinte nem odaillőnek tűnik […] Winstone karakterformálása végül felfedi a rügyező emberséget és a megrendítő alázatosságot.” Ambrose azt is hozzáteszi, hogy „az ijesztő halott szemek-dolgot kijavították.” Justin Chang a Varietytől úgy vélekedik, a forgatókönyvírók „néhány érdekes szabadsággal éltek a hősi narratívát illetően […az] eredmény az, hogy legalább egy sokkal mozgalmasabb történetmesélést kapunk az élettelen Polar Expresszhez képest.” Így folytatja: „Zemeckis előtérbe helyezi a látványelemeket az emberi tényezővel szemben; egy olyan médiumra támaszkodik, amely lehetőségek óriási tárházát jelenti a vizuális effektek terén, ám szereplőit 3D-s robotokká degradálja. Míg a technológia fejlődött a 2004-es Polar Expressz óta (kiváltképp a szereplők sokkalta életszerűbb szemét illetően), a színészek továbbra sem érződnek az igazinak. A Beowulf inkább hangjával, semmint vizualitásával parancsoló.”
Kenneth Turan a National Public Radiótól így kritizálja a filmet: „50 éve, hogy Hollywood először kezdett flörtölni a 3D-s filmekkel, s a megtekintésükhöz szükséges speciális szemüvegek sokkalta értékesebbek lettek. A filmek történetei ellenben ugyanolyan vékonyak. Persze a Beowulfnak sokkal figyelemre méltóbb irodalmi pedigréje van, mint mondjuk a Bwana Devilnek. De ez nem derül ki a filmet nézve. A szörnyeket mészárló, hős Beowulf története olyan fanboy-fantáziává vált, ami a fiatal fiúk korcsoportjában démoni energiával párosul.” A New York Times kritikusa, Manohla Dargis a költeménnyel vetette össze a filmet, mikor azt írta, „Ha nem emlékszel arra a gonosz nőcire a költeményből, az azért van, mert szinte teljesen Roger Avary és Neil Gaiman forgatókönyvírók és Robert Zemeckis rendező agyának szüleménye, akik egyaránt kikerekítették szavait, tetteit és domborulatait. Ezen kreatív beavatkozások nem különösebben meglepőek ismerve a forrásanyagot és a nagy filmstúdiók adaptációit. Az Beowulf bővelkedik az akcióban, de még a legintenzívebb vérontásai is elhalványulnak gazdag nyelvezete, egzotikus helyszínei és mitikus pompája mellett. […] A 3D mégis csak azért szükséges, hogy szemeinket elkápráztassa, mikor elménk más gondolatok felé kezd vándorolni. Levetkőzve az eredeti mű nyelvezetének javát, ütemét, mély történetét és kontextusát, a Beowulf ezen filmváltozata nem kínál túl sokat a 3D-s hűkön és húkon, kardcsörtéken és egy szépen kivitelezett sárkányon kívül.” A San Francisco Chronicle-ben publikáló Mick LaSalle úgy véli: „Újfent a Beowulf-saga van terítéken, a film pedig unalmassá és elcsépeltté válik – szép munka a törekvései vékony határain belül, de nem érte meg a beléfektetett erőfeszítést. Egy újabb Beowulfhoz kell hogy legyen egy nyomós indok. 2005-ben, például, a Beowulf & Grendel Grendelt jófiúként mutatta be, saját szemszögével. Ez egy nagyon gyenge érv volt egy Beowulf-feldolgozás mellett, de legalább az volt.”